# Нисковский повет
Нисковский повет (пол. Powiat niżański) — повет (район) в Польше, входит как административная единица в Подкарпатское воеводство. Центр повета — город Ниско. Занимает площадь 785,58 км². Население — 67 229 человек (на 30 июня 2015 года).

## Административное деление
- города: Ниско, Рудник-над-Санем, Улянув
- городско-сельские гмины: Гмина Ниско, Гмина Рудник-над-Санем, Гмина Улянув
- сельские гмины: Гмина Харасюки, Гмина Яроцин, Гмина Ежове, Гмина Кшешув

## Демография
Население повета дано на 30 июня 2015 года.
| Перепись            | Всего  | Мужчины | Женщины |
| ------------------- | ------ | ------- | ------- |
| Всего               | 67 229 | 33 923  | 33 936  |
| Городское население | 23 659 | 11 577  | 12 082  |
| Сельское население  | 43 570 | 21 716  | 21 854  |